# Neculai Macarovici
Neculai Macarovici (n. 12 aprilie 1900, Târgu Negrești, Vaslui – d. 26 iulie 1979, Iași) a fost un geolog și paleontolog român, membru corespondent (1974) al Academiei Române.